# Lazy Bill Lucas
Lazy Bill Lucas (29 mai 1918 - 11 décembre 1982)  était un musicien de blues américain, ayant vécu et participé à de la naissance du blues de Chicago dans les années 1940, 1950 et au début des années 1960, avant de se rendre à Minneapolis, Minnesota, et de devenir une partie importante de l'histoire du blues de cette ville jusqu'à sa mort.

## Début de carrière
Lazy Bill Lucas est né le 29 mai 1918 à Wynne en Arkansas aux États-Unis, sous le nom de William Lucas . La famille de Lucas était perpétuellement à la recherche de meilleures conditions de vie et se dirigeait vers le nord dans le sud du Missouri, puis à Saint-Louis en 1940 et à Chicago l'année suivante. Lorsqu'il était jeune, il chante dans les rues de la ville d'Advance, dans le Missouri, où le public majoritairement blanc préférait les chansons hillbilly, mais à Saint-Louis en 1940, il forme un groupe avec le chanteur de blues Big Joe Williams et commence à chanter devant un public noir. Jusqu'en 1946, Lucas jouait de la guitare dans les rues, souvent aux côtés de Sonny Boy Williamson II. Plus tard cette année-là, il forme un trio avec Willie Mabon et Earl Dranes, rejoint l’ Union des musiciens (Musicians Union) et participe à un concert de deux semaines au Tuxedo Lounge. Pendant plusieurs années, il a joué dans diverses formations de blues et dans divers clubs, bars et rues. A cette époque, il aura joué avec Johnny "Man" Young, Jo Jo Williams, Nostalgie James, Little Hudson, Snooky Pryor et Little Walter. En 1950, Lucas passa de la guitare au piano et travailla comme chanteur pour divers groupes de blues. Il apparut sur des disques de Little Willy Foster, de Homesick James et de Snooky Pryor.
En 1954, alors qu'il dirigeait le trio Lazy Bill et His Blue Rhythms, il obtient un contrat d'enregistrement avec Chance Records, qui lui accorda une session d'enregistrement. La société a publié un 78 tours - "She Got me Walkin" et "I Had a Dream". En 1955, il dirigea un groupe nommé Blues Rockers, qui en sortit un single via Excello Records. L'enregistrement a eu lieu à Nashville, au Tennessee, avec Lucas au chant et au piano, PT Hayes à l'harmonica, Earl Dranes à la guitare et Jo Jo Williams à la guitare, à la basse et à la batterie.

## Fin de carrière
À mesure que les années 1950 progresse, le travail devient de plus en plus difficile à trouver et, au cours des années 1960, Lucas tenta d'entrer dans la scène du blues folk mais ne put obtenir aucun contrat. À partir de 1964 et jusque dans les années 1970, Lucas a eu deux activités musicales : jouer dans divers groupes dirigés par George "Mojo" Buford et jouer en solo ou diriger ses propres petits groupes. En 1970, il se produit au théâtre Guthrie organisé par l'établissement noir de Minneapolis pour montrer la diversité et l'histoire de la musique afro-américaine. La même année, Lucas est apparu au Wisconsin Delta Blues Festival et au Ann Arbor Blues Festival avec Jeff Titon et John Schrag. Dans les années 1970, Titon a aidé à enregistrer et à produire le matériel de Lucas pour Philo Records . En 1979, Lucas, qui avait joué à la radio dans les années 60, a commencé à animer sa propre émission de radio régulière, The Lazy Bill Lucas Show, sur KFAI à Minneapolis.
Lazy Bill Lucas décède de causes naturelles à Minneapolis le 11 décembre 1982, à l'âge de 64 ans 

## Discographie
Singles
- Lazy Bill and His Blue Rhythms: "She Got Me Walkin" et " I Had A Dream" : Chance Records 1148 (1954)
- Blues Rockers: "Calling All Cows" et " Johnny Mae" : Excello Records 2062 (1955)

Albums
- Lazy Bill : Wild Records 12MO1 (1969)
- Lazy Bill and His Friends: Lazy Records 12MO2 (1970)
- Lazy Bill Lucas : Philo Records 1007 (1974)
- Have Mercy : Cold Wind Records (1988) [3],[5],[6]